# Banco de Fomento y Ultramar
El Banco de Fomento y Ultramar fue una entidad financiera creada en 1846 en Madrid, España,  durante el reinado de Isabel II, fruto de la fusión del Banco de Fomento, Banco de La Probidad y el Banco Español de Ultramar, que contó con un capital de 140 millones de pesetas aportados sobre todo por las entidades fusionadas. Nació para la financiación de una compañía transatlántica, la de Correos Marítimos, que tuvo concesión de los transportes de correos entre España y sus posesiones de ultramar, en especial en Cuba. Culminó la fusión en 1848, pero a finales de ese mismo año se encontró en quiebra como efecto de la crisis financiera de 1847, el fracaso de la contrata del azogue de Almadén y los impagos y rescisiones de concesiones de la administración, no pudiendo hacer frente a un empréstito de 200 millones de pesetas. Desapareció finalmente en 1856.